# Свето Богоявление (Кръшно)
„Свето Богоявление“ е православна църква в село Кръшно, община Търговище. Изградена е през 1885 г. Тя е част от Поповска духовна околия, Русенска епархия на Българската православна църква. Със статус на действащ храм само на големи религиозни празници.

## История
Храмът е изграден през 1885 г.
На 4 октомври 2015 г. в храма отслужва русенският митрополит Наум по повод 150-годишнината от построяването му. На архиерея съслужат ик. Валентин Лазаров (архиерейски наместник за Поповска духовна околия), прот. Цветан Генков (енорийски свещеник) и дякон Валери Василев.
На 17 януари 2019 г. (Антоновден) в храма е отслужена литургия от русенския митрополит Наум. На архиерея съслужат ст. ик. Валентин Лазаров (архиерейски наместник за Поповска духовна околия), прот. Цветан Генков (енорийски свещеник) и дякон Росен Георгиев.
На 15 януари 2022 г. русенският митрополит Наум отслужва литургия заедно със ст. ик. Валентин Лазаров (архиерейски наместник за Поповска духовна околия), свещ. Огнян Иванов (енорийски свещеник) и дякон Росен Георгиев.